# Ryfmy losau
Ryfmy losau (biał. Рыфмы лёсаў) – debiutancki album studyjny białoruskiego zespołu rockowego Sciana, wydany w 2002 roku przez mińskie wydawnictwo Limas.

## Lista utworów
| Nr  | Tytuł utworu                    | Oryginalna pisownia tytułu  | Długość |
| --- | ------------------------------- | --------------------------- | ------- |
| 1.  | „Pradśpieu”                     | «Прадсьпеў»                 | 3:01    |
| 2.  | „Ewanhielle ad Ściany”          | «Эвангельле ад Сьцяны»      | 3:41    |
| 3.  | „Transit gloria mundi”          |                             | 2:47    |
| 4.  | „Tost za pryszłaść”             | «Тост за прышласьць»        | 2:15    |
| 5.  | „Podych”                        | «Подых»                     | 2:58    |
| 6.  | „Gloria victis”                 |                             | 4:50    |
| 7.  | „Pawieszanym 1863 h.”           | «Павешаным 1863 г.»         | 4:25    |
| 8.  | „Ślapaja”                       | «Сьляпая»                   | 3:19    |
| 9.  | „Zdajecca nam wiecznaju ściuża” | «Здаецца нам вечнаю сьцюжа» | 3:35    |
| 10. | „Try, czatyry”                  | «Тры, чатыры»               | 2:40    |
| 11. | „Pawucina”                      | «Павуціна»                  | 3:47    |
|     |                                 |                             | 37:18   |

## Twórcy
- Pawieł Procharau – gitara, wokal
- Jauhienija Chiło – wokal
- Andrej Klimus – gitara basowa, teksty
- Alaksandr Nikałajczyk – saksofon
- Illa Dmucha – saksofon
- Alaksiej Kuźniacou – perkusja[3]